# 江口鎮俊
江口 鎮俊（えぐち しげとし）は、 江戸時代後期の人物。江口吉太夫、蒲池鎮俊とも。
蒲池鎮漣の6代後の蒲池鎮康の娘・苗伊の婿となり家を継ぎ蒲池鎮俊となる。久留米藩士・堀尾氏の出で、もとは堀尾鎮俊という。筑後国上妻郡江口村に住み、江口鎮俊と名のる。
肥後に移り、熊本藩の扱心流体術の師範となる。四天流星野道場、竹内三統流矢野道場と共に肥後三柔術道場の一つとされる扱心流江口道場の祖で、江口秀種が継いだ。
孫に江戸幕府最後の西国郡代の窪田鎮勝（蒲池鎮克）がいる。